# 가게모리정
가게모리정(影森町)은 사이타마현 지치부군에 설치되었던 정이다. 현재의 지치부시에 해당한다.